# وایت وتر (اکلاهما)
وایت وتر(به انگلیسی: White Water) شهری در ایالت اکلاهما کشور ایالات متحده آمریکا است که جمعیت آن در سرشماری سال ۲۰۱۰ میلادی، ۸۰ نفر بوده‌است.